# Ján Maršalko
Ján Maršalko (27. ledna 1878 Liptovská Sielnica – 16. října 1951 Liptovský Mikuláš) byl slovenský a československý politik a poslanec Revolučního národního shromáždění, člen Československé sociálně demokratické strany dělnické.

## Biografie
Pracoval jako nádeník a pomocný dělník, později jako dělník v kožařském průmyslu v Liptovském Mikuláši. Spoluzakládal odborové sdružení v tomto městě. Po roce 1918 byl členem výkonného výboru československé sociální demokracie. Zastával funkce v Sociální pojišťovně.
Zasedal v Revolučním národním shromáždění za slovenský klub (slovenští poslanci Revolučního národního shromáždění ještě nebyli organizováni podle stranických klubů). Do parlamentu nastoupil v prosinci 1918. Byl povoláním dělníkem.